# Ansuino da Forlì

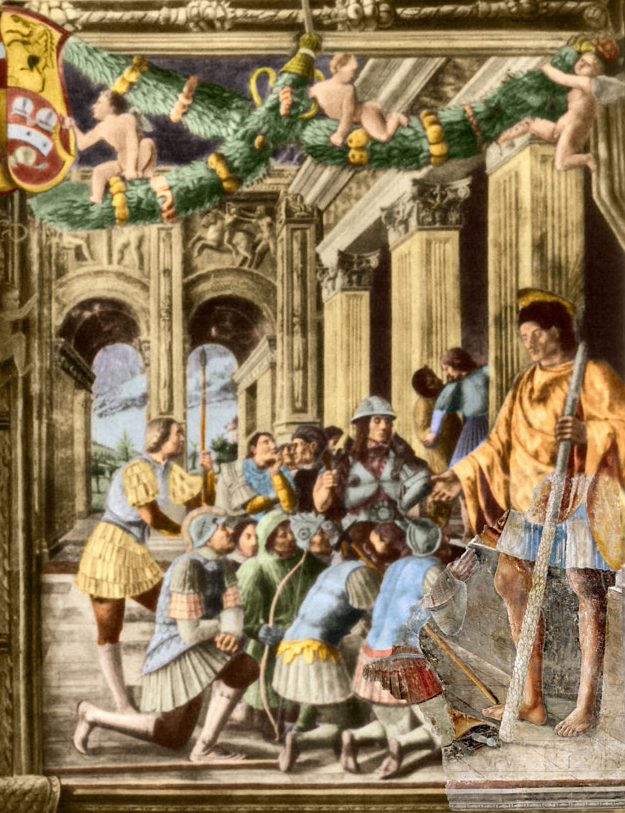
Cappella Ovetari, Predica di san Cristoforo

Ansuino da Forlì (fl. XV secolo) è stato un pittore italiano del Quattrocento.

## Biografia
Attivo particolarmente a Padova, qui collaborò con Filippo Lippi e con Niccolò Pizzolo per la decorazione della cappella del podestà, e anche con Andrea Mantegna per la cappella Ovetari nella chiesa degli Eremitani. Non ancora ben chiarito è il rapporto col Mantegna: si discute se ne sia stato influenzato o se sia invece un suo precursore. Ansuino, comunque, appare consapevole delle novità portate, fra gli altri, da Filippo Lippi, Andrea del Castagno, Donatello.
I temi degli affreschi della cappella Ovetari sono la Predica di San Cristoforo e San Cristoforo scaccia il re dei demoni. Le opere sono andate quasi totalmente distrutte nei bombardamenti della Seconda guerra mondiale. Proprio a partire dall'importante frammento di Ansuino, gli affreschi della cappella Ovetari sono stati ricostruiti e riesposti al pubblico nel 2006.
Secondo alcuni, Ansuino è uno dei maestri di Melozzo da Forlì. In questo caso, potrebbe essere considerato l'iniziatore della cosiddetta "scuola forlivese" nella pittura italiana del Quattro-Cinquecento.